# 변칙수
변칙수 또는 꼼수는 바둑의 원칙에서 벗어난 수로, 널리 사용되어 인정을 받지 못한 수, 정수가 아닌 수를 뜻한다.